# ويل ماكنزي
ويل ماكنزي (بالإنجليزية: Will Mackenzie)‏ هو ممثل أمريكي، ولد في 24 يوليو 1938 ببروفيدنس في الولايات المتحدة. من الجوائز التي نالها جائزة نقابة المخرجين الأمريكيين.

## أعمال

### مسلسلات
- الجميع يحب رايموند

## جوائز
- جائزة نقابة المخرجين الأمريكيين

## وصلات خارجية
- ويل ماكنزي على موقع IMDb (الإنجليزية)
- ويل ماكنزي على موقع ألو سيني (الفرنسية)
- ويل ماكنزي على موقع أول موفي (الإنجليزية)
- ويل ماكنزي على موقع قاعدة بيانات برودواي على الإنترنت (الإنجليزية)
- ويل ماكنزي على موقع قاعدة بيانات الأفلام السويدية (السويدية)
- ويل ماكنزي على موقع قاعدة بيانات الفيلم (الإنجليزية)